# Dopiaza

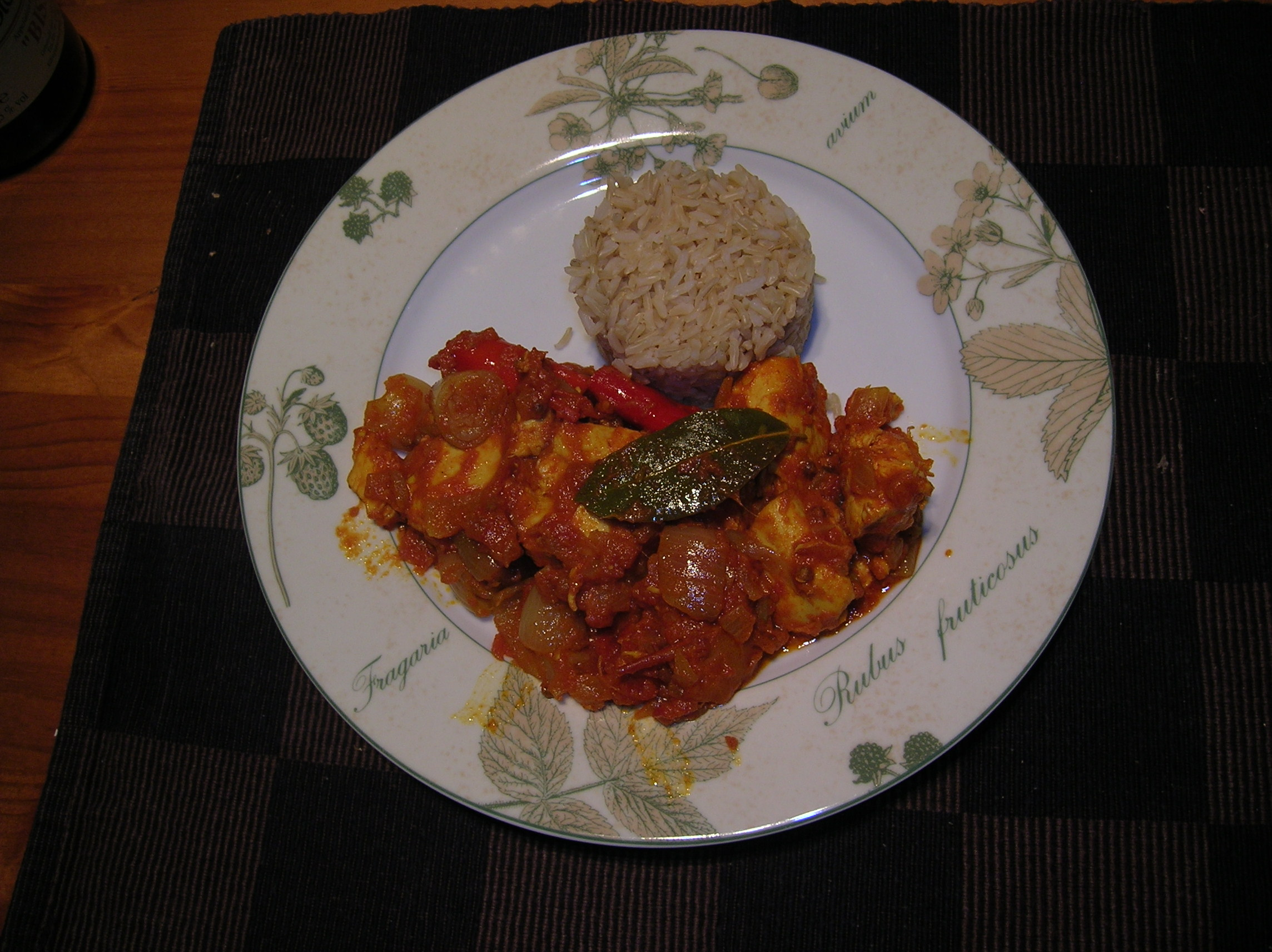
Een kip-dopiaza

Dopiaza (Hindi: दो प्याज़) is een currygerecht uit de Indiase keuken. De naam betekent letterlijk twee uien. Het ontleent zijn naam aan het feit dat er tijdens de bereiding in twee fases uien worden toegevoegd. Meestal bevat het gerecht vlees, zoals rundsvlees, lamsvlees of kip. Er zijn ook dopiaza-varianten met garnalen en men kan het ook vegetarisch bereiden.

## Geschiedenis
Rond het gerecht bestaat de legende dat het is uitgevonden door Mullah Do Piaza, een raadsheer van Mogol-keizer Akbar de Grote. De raadsheer zou per ongeluk een grote hoeveelheid uien aan een gerecht hebben toegevoegd. Dopiaza maakt thans deel uit van de keuken van Hyderabad.

## Ingrediënten
De ingrediëntenlijst ligt niet volledig vast, maar is aan te passen volgens de soort vlees/garnalen/groenten en volgens de eigen smaak. Een mogelijke lijst van ingrediënten voor een kip-dopiaza: kip, uien,  ghee, rode chilipepers, kardemom, kruidnagel, laurierbladeren, knoflookpasta, gemberpasta, komijn, koriander, chilipoeder, kurkuma, tomaten en water. Andere variaties verwerken ook yoghurt, kaneel of garam masala. Zout kan men naar smaak toevoegen.